# Aia (torrente)
L'Aia è un torrente del Lazio, affluente della riva sinistra del fiume Tevere.

## Idronomo
Il toponimo Aia viene usato in molte aree del centro Italia per identificare corsi d'acqua.
Un omonimo torrente nasce sempre nel Subappennino nei pressi di Configni, ma si dirige nell'opposta vallata, confluendo nel fiume Nera nei pressi di Narni.

## Percorso
Il torrente nasce tra il Subappennino Monte Cosce e le colline nei comuni di Configni e Cottanello, si articola per 31 km tra i comuni di Vacone, Montasola, Torri in Sabina dove tra il borgo di Rocchette e la rocca di Rocchettine, taglia una piccola gola formando delle caratteristiche cascatelle che si fondono con il particolare paesaggio caratterizzato da leccete sempreverdi. 
Continua attraversando il sito archeologico di Forum Novum, attraversa il territorio del comune di Tarano dove vi confluisce un altro torrente, ed infine giunge nel comune di Collevecchio, dove si forma un'ampia valle tra terrazzi fluviali del Tevere, si susseguono aree ripariali e le aree archeologiche di Poggio Sommavilla e Grappignano.
Lungo questo tratto, sono stati creati dei laghetti artificiali. 
Il torrente confluisce a sinistra del fiume Tevere presso la località detta Capu l'Aia, a Foglia frazione del comune di Magliano Sabina di fronte al fiume Treja.

## Storia
In epoca relativamente passata le acque venivano utilizzate per azionare le ruote dei mulini che erano dislocati lungo il percorso del torrente.
In passato il torrente Aia è stato identificato erroneamente con il nome di fiume Imella.

## Galleria d'immagini

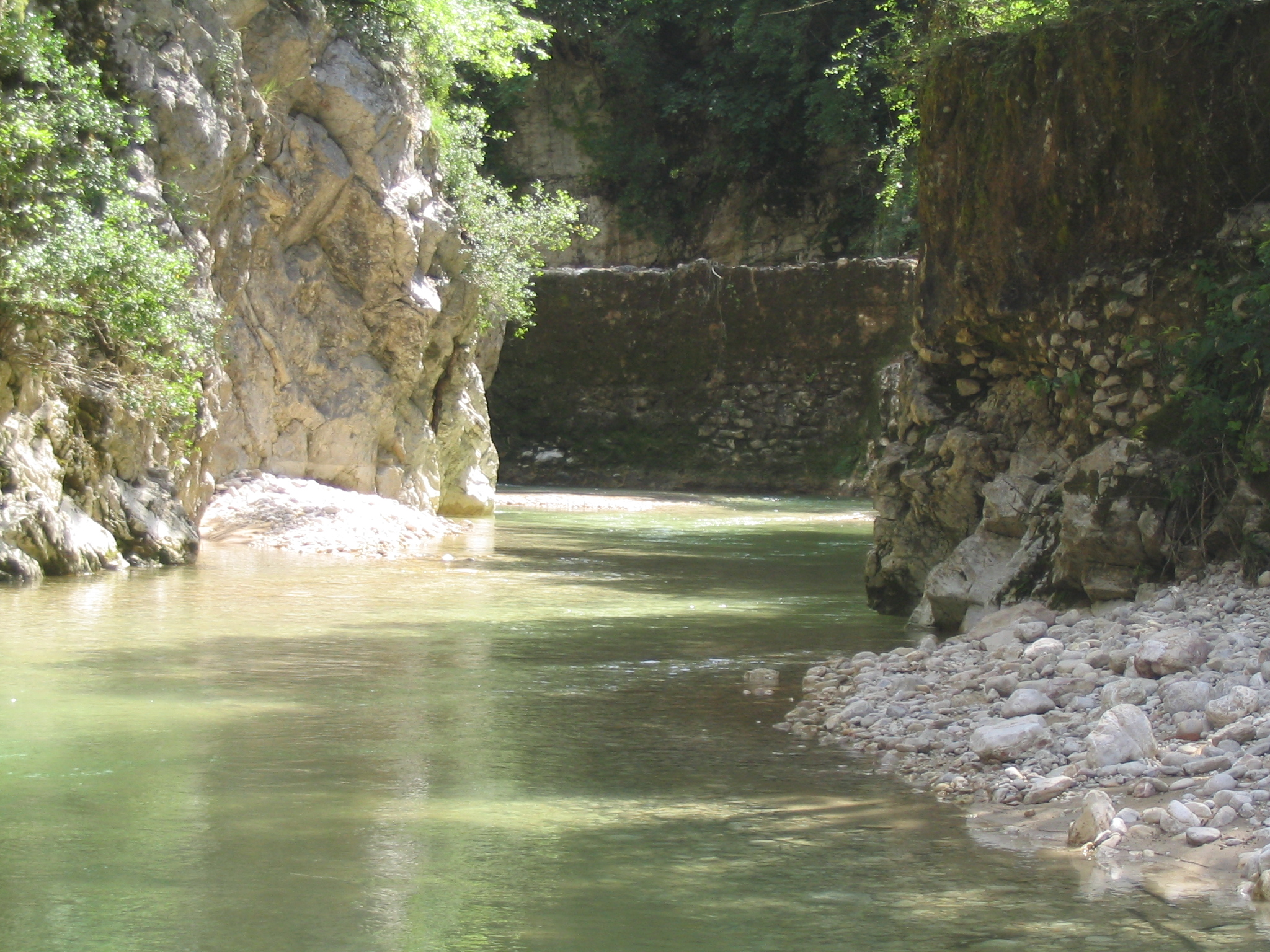
Aia, nella gola tra Rochette e Rocchettine
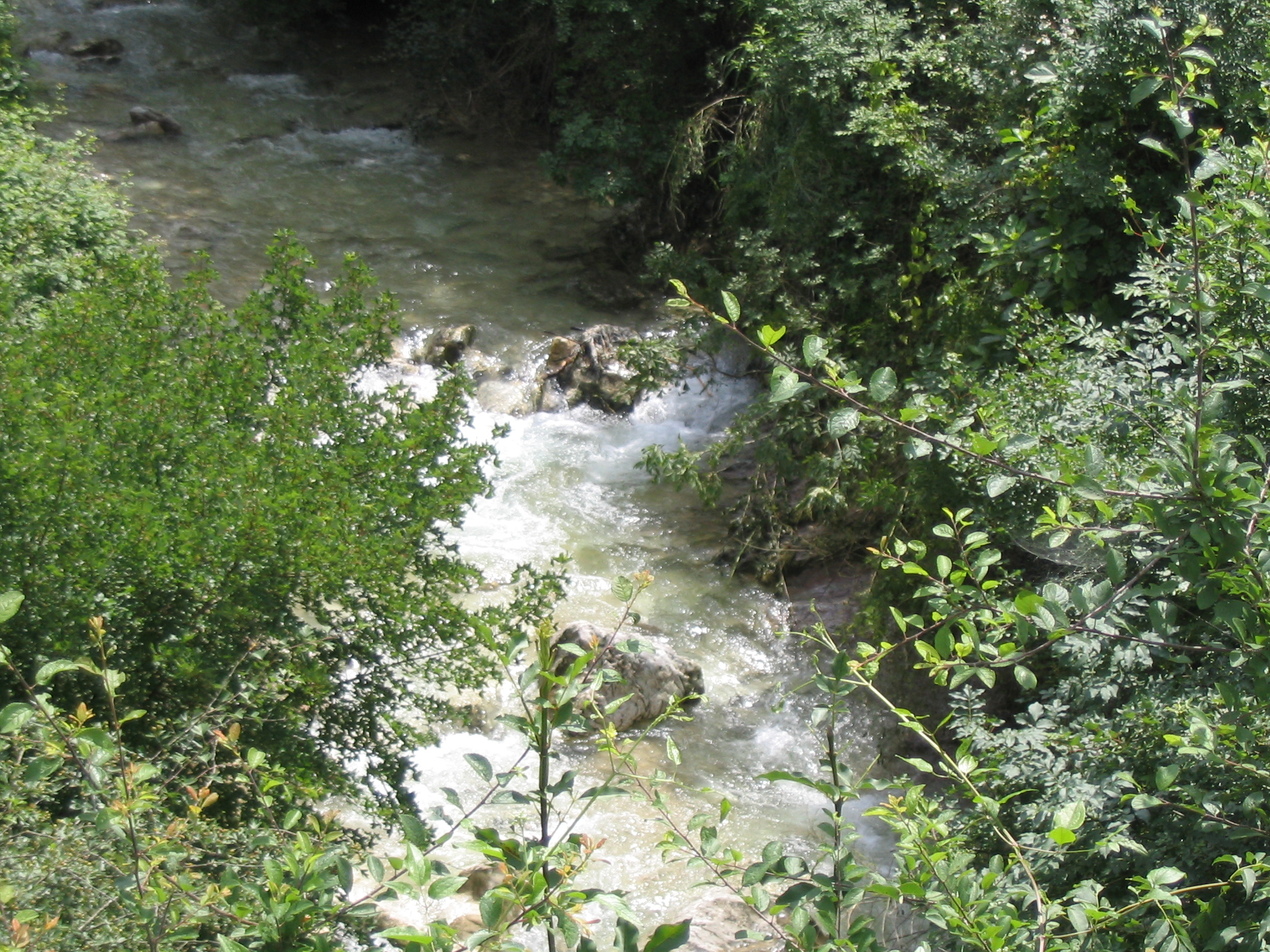
Aia dal ponte di Rocchette
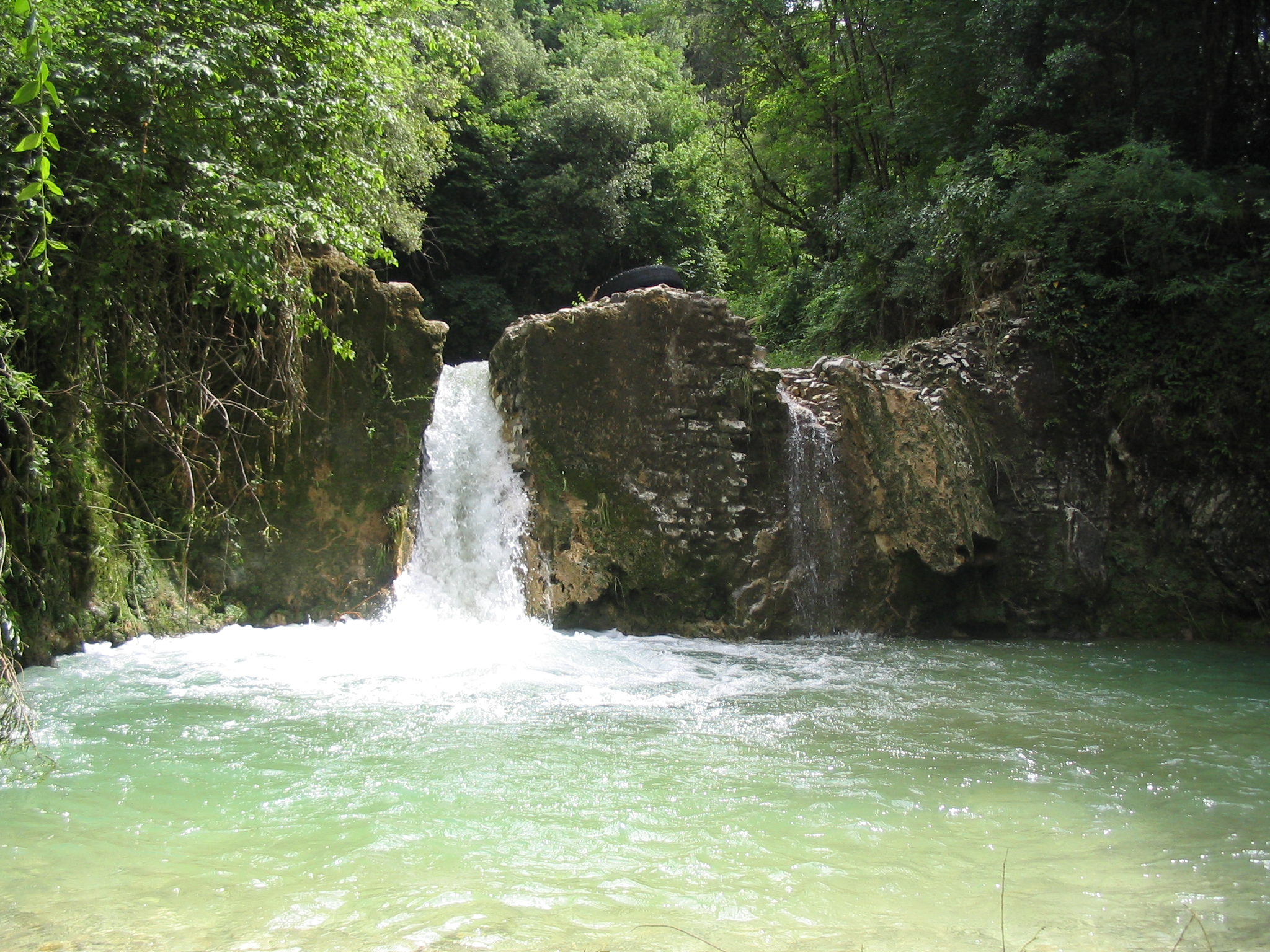
Cascate dell'Aia tra i lecci di Rocchette
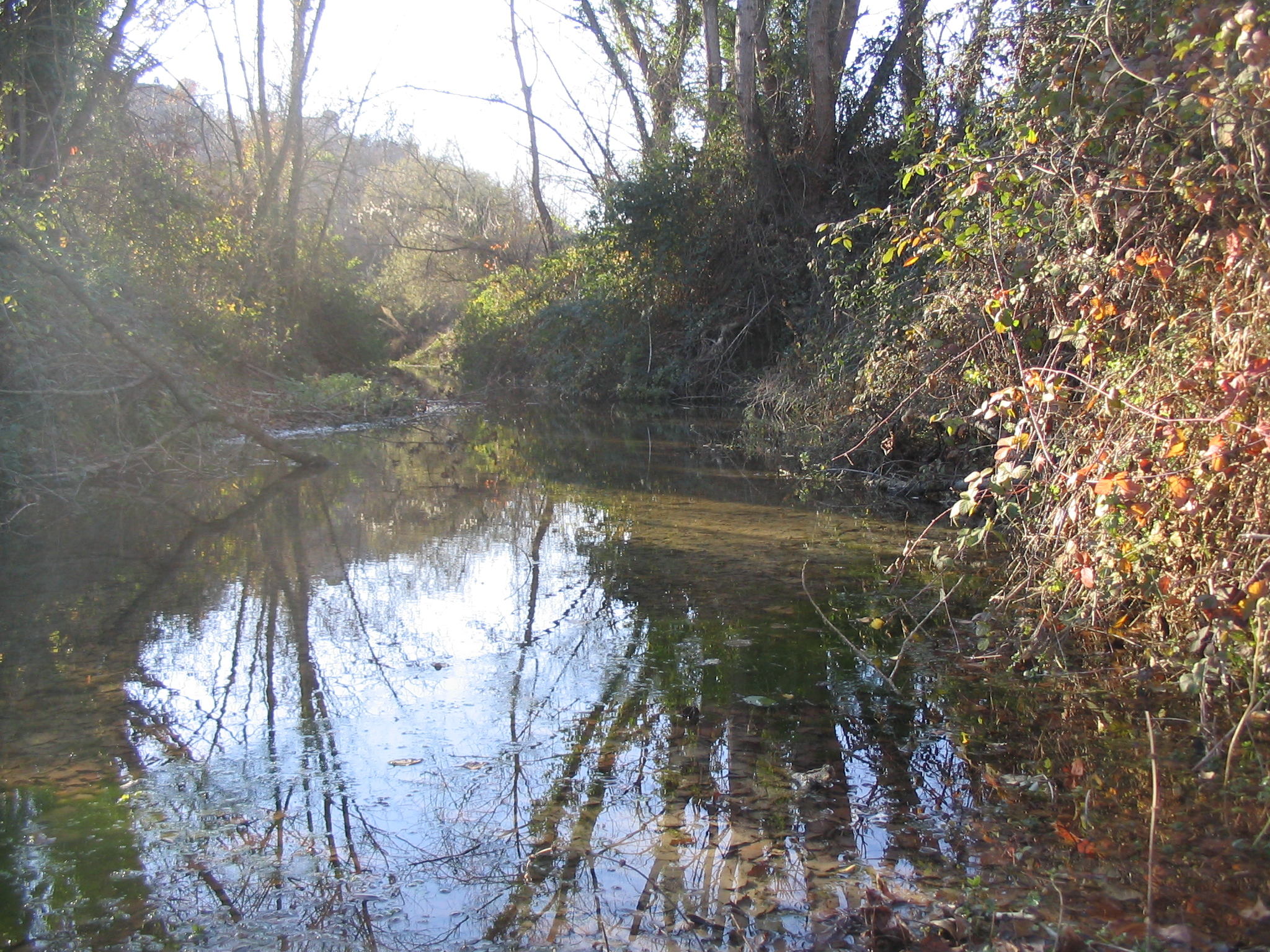
Torrente Aia nella zona di Poggio Sommavilla, Collevecchio
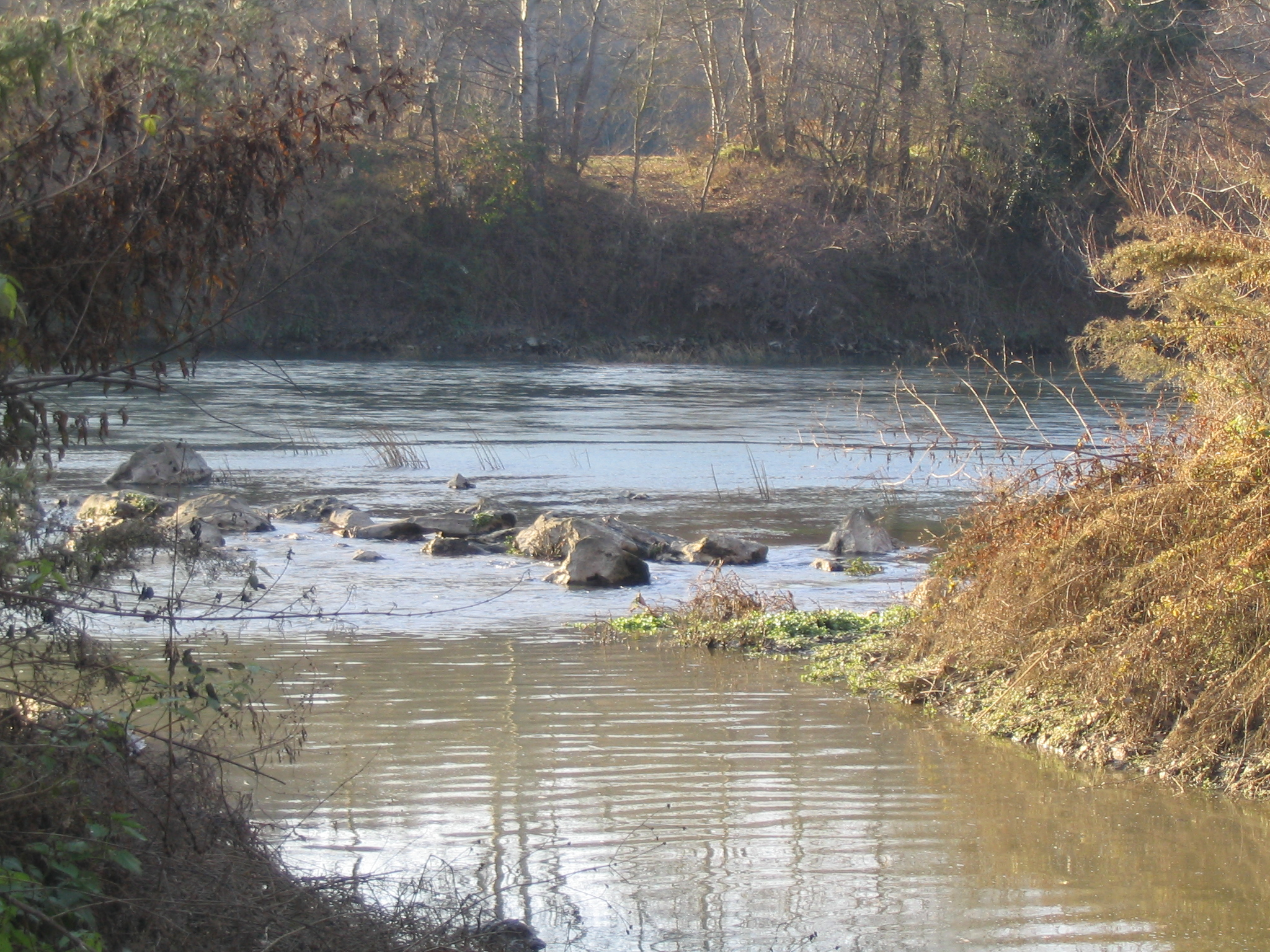
Capu l'Aia, confluenza del torrente con il Tevere
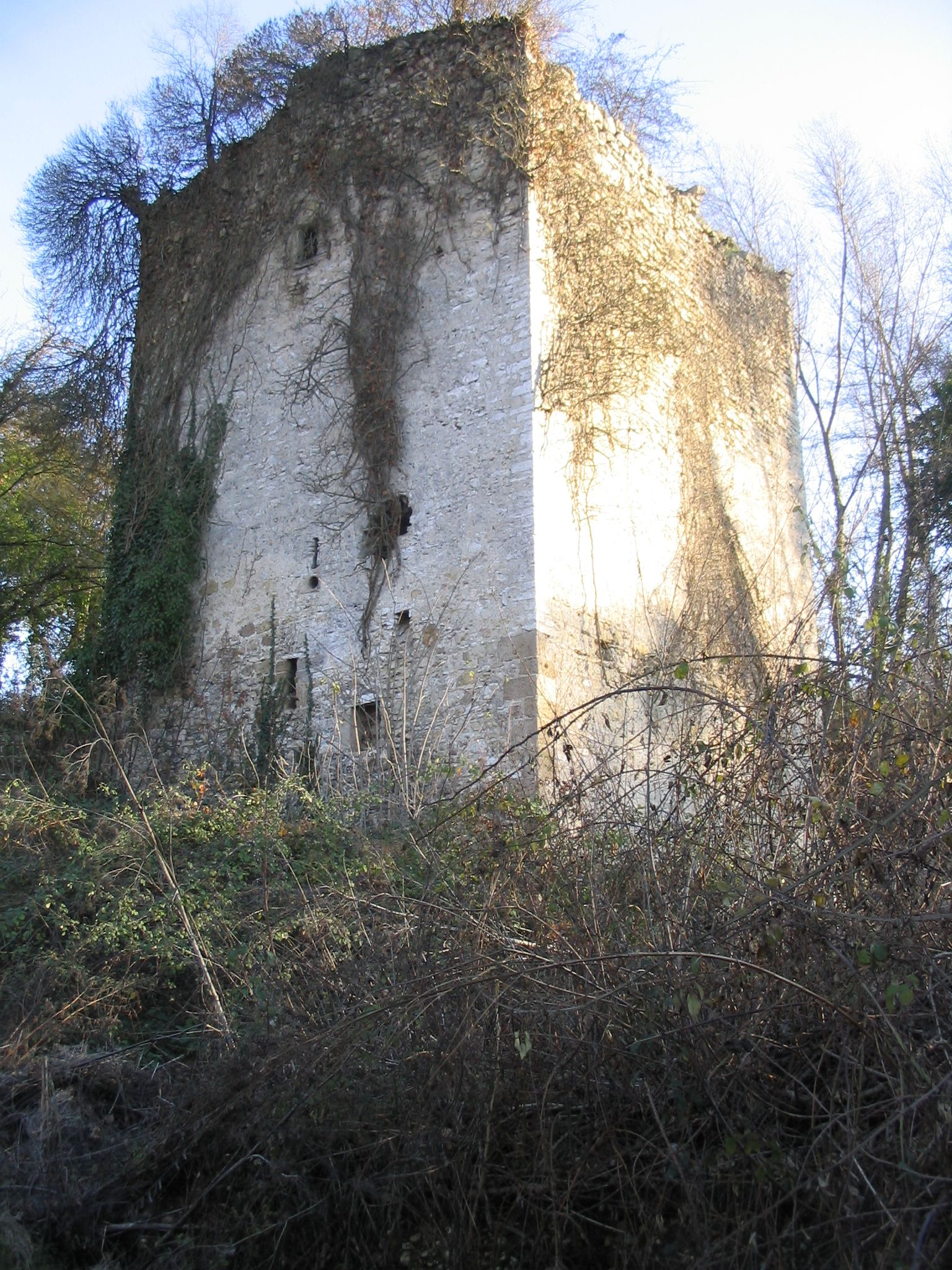
Mola de Stimijanu, antico mulino ad acqua sull'Aia
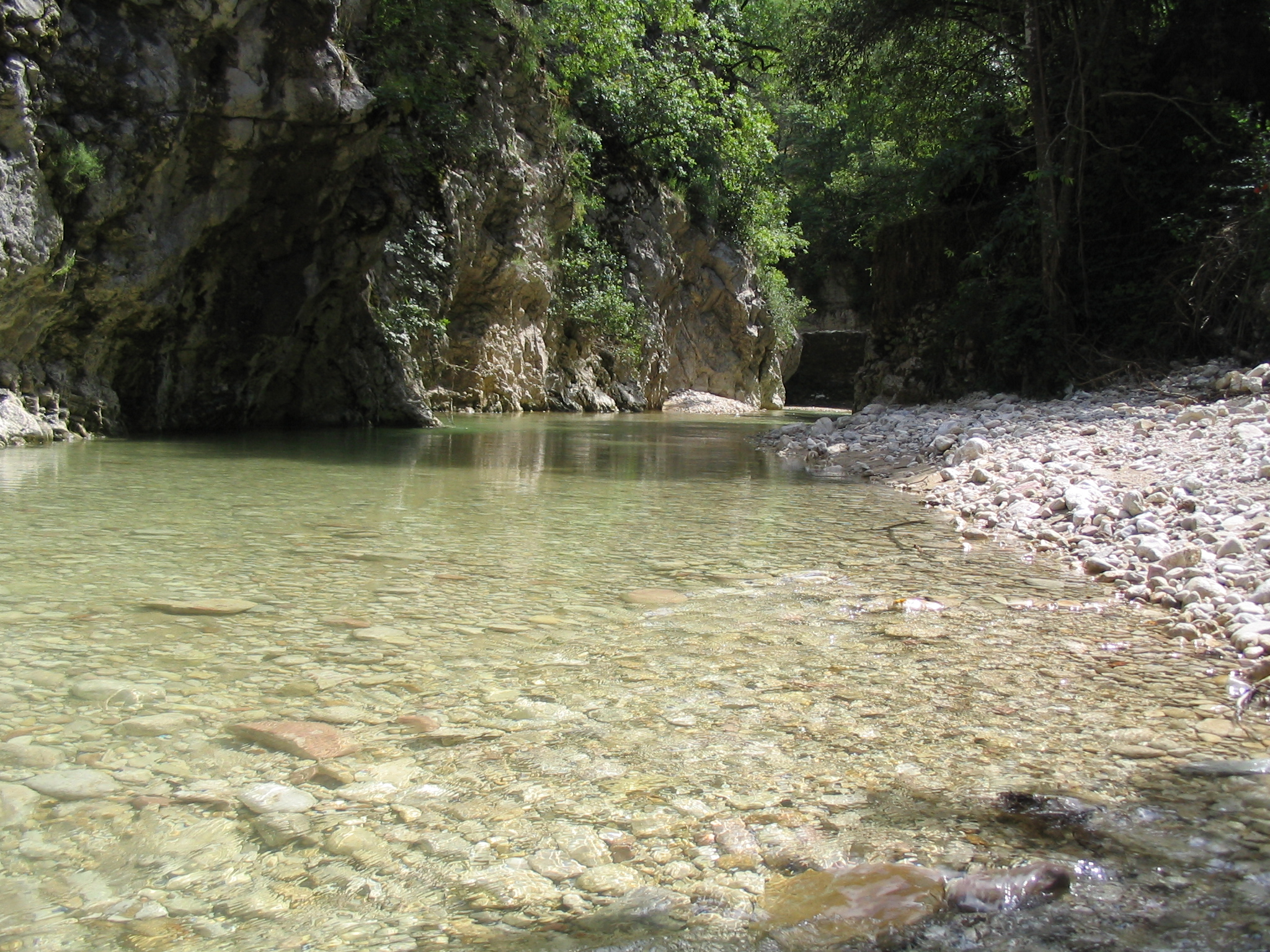
Torrente Aia, Rocchette